# IC 4435
IC 4435 ist eine elliptische Galaxie vom Hubble-Typ E1 mit aktivem Galaxienkern im Sternbild Bärenhüter am  Nordsternhimmel. Sie ist schätzungsweise 437 Millionen Lichtjahre von der Milchstraße entfernt.
Das Objekt wurde am 10. Juli 1896 von Stéphane Javelle entdeckt.